# Machaerium tortipes
Machaerium tortipes är en ärtväxtart som beskrevs av Frederico Carlos Hoehne. Machaerium tortipes ingår i släktet Machaerium och familjen ärtväxter. Inga underarter finns listade i Catalogue of Life.